# باربک (کالیفرنیا)
باربک (به انگلیسی: Burbeck) یک منطقهٔ مسکونی در ایالات متحده آمریکا است که در شهرستان مندوسینو، کالیفرنیا واقع شده‌است. باربک ۱۹۹ متر بالاتر از سطح دریا واقع شده‌است.